# Miền đất hứa (phim 1975)
Miền đất hứa (tiếng Ba Lan: Ziemia Obiecana) là bộ phim Ba Lan, ra mắt năm 1975, là bộ phim tiếp nối phim 1927 (sau có phim truyền hình 1978) dựa theo tiểu thuyết của Władysław Reymont, do Andrzej Wajda đạo diễn. Phim được đề cử giải Oscar cho phim ngoại ngữ hay nhất, và giành giải thưởng lớn tại Liên hoan phim tính năng tại Gdansk, cũng như giải cho diễn viên nam, chỉ đạo nghệ thuật và âm nhạc, đoạt giải thưởng lớn tại Liên hoan phim quốc tế Moskva. Bộ phim có nội dung tư tưởng như các phim theo trường phái Charles Dickens, Emile Zola và Maxim Gorky, có tính hiện thực phê phán. Một số hình ảnh bị chỉ trích "khiêu dâm".
Bản phim đầu dài 179 phút. Sau đó một bản truyền hình 4 tập dài 204 phút phát hành (bản 1978). Năm 2000, một bản đã chỉnh và kiểm duyệt cắt bao gồm hình ảnh nữ diễn viên Kaliną Jędrusik, thời lượng phim dài 138 phút.

## Diễn viên
- Daniel Olbrychski as Karol Borowiecki
- Wojciech Pszoniak as Moryc Welt
- Andrzej Seweryn as Maks Baum
- Kalina Jędrusik as Lucy Zuckerowa
- Anna Nehrebecka as Anka
- Bożena Dykiel as Mada Müller
- Andrzej Szalawski as Herman Bucholz
- Stanisław Igar as Grünspan
- Franciszek Pieczka as Müller
- Kazimierz Opaliński as Maks' Father
- Andrzej Lapicki as Trawiński
- Wojciech Siemion as Wilczek
- Tadeusz Białoszczyński as Karol's Father
- Zbigniew Zapasiewicz as Kessler
- Jerzy Nowak as Zucker
- Piotr Fronczewski as Horn
- Jerzy Zelnik as Stein
- Maciej Góraj as Adam Malinowski
- Grażyna Michalska as Zośka Malinowska
- Włodzimierz Boruński as Halpern
- Danuta Wodyńska as Müllerowa
- Marian Glinka as Wilhelm Müller
- Jadwiga Andrzejewska as Bucholzowa
- Aleksander Dzwonkowski as Zajączkowski
- Zdzisław Kuźniar as Kaczmarek
- Halina Gryglaszewska as Malinowska
- Jerzy Oblamski as Malinowski